# Зульня (Дубровицький район)
Зульня — колишнє село в Дубровицькому районі Рівненської області України. Припинило існувати в 1950-1960-х роках[⇨]. У 1921 році населення становило 269 осіб[⇨].

## Назва
Польською мовою згадується як Zulnia, російською — як Зульня.

## Географія
Зульня розташовувалася за 6 км на північний захід від містечка Бережниця і за 132 км від Луцька, поблизу сіл Осова та Кідри, найближчі містечка — Бережниця, Дубровиця та Володимирець.

### Рельєф
Через село проходив південний ланцюг кінцевих морен місцевості. В озерці біля села траплявся бурштин.

### Флора
У середині XX століття на території села траплялася гудієра повзуча.

## Історія
У часи перебування в Російській імперії село входило до складу Осовської волості Луцького повіту, згодом (принаймні після 1906 року) — до Бережницької волості того ж повіту. У 1918—1920 роки нетривалий час перебувало в складі Української Народної Республіки.
У 1921—1939 роки входило до складу Польщі. У 1921 році село входило до складу гміни Бережниця Сарненського повіту Поліського воєводства Польської Республіки. Після ліквідації розпорядженням Міністра внутрішніх справ Польщі від 23 березня 1928 року гміни Бережниця Зульня увійшла до складу гміни Домбровиця. 1930 року Сарненський повіт приєднаний до складу Волинського воєводства. У 1936 році належало до громади Зульня гміни Домбровиця Волинського воєводства.
З 1939 року — у складі УРСР. У 1940 році включене до складу Дубровицького району Ровенської області УРСР. Після встановлення радянської влади декілька мешканців села були репресовані, серед них: Марія Ільчук — у 1944 році, Самуїл Сорока — у 1946 році, Параска Кедрук, Пестина Рудник та Наталія Рудник — у 1950 році, Надія Рудник та Марія Кедрук — у 1951 році.
У роки Другої світової війни деякі мешканці села долучилися до української національно-визвольної боротьби. 13 вересня 1944 року біля Зульні відділ УПА «Сіромахи» (Федора Трофимчука) зробив засідку на автомобіль з більшовицькою групою з дев'ятнадцяти осіб, після чого зав'язався бій, під час якого до червоних надійшла підмога і повстанці були змушені відступити з 5 вбитими та 3 пораненими. Після бою більшовики спалили два господарства, забрали кількох осіб, зокрема дівчат. За даними українського націоналістичного підпілля 1 жовтня 1944 року більшовицька банда кількістю 60 осіб, приїхавши в Зульню, пограбувала трьох господарів, спалила два господарства та схопила три дівчини, після чого від'їхала в село Великі Цепцевичі. На початку вересня 1946 року під час «пропагандивного рейду» північними районами Рівненської області в Зульні побував загін політвиховника «Ярославенка». Загалом встановлено 38 жителів Зульні, які брали участь у визвольних змаганнях, з них 31 загинув, 6 було репресовано.
У 1946 році село Зульня було центром та єдиним населеним пунктом Зульнянської сільської ради Дубровицького району Ровенської області УРСР. Рішенням Дубровицької райради депутатів трудящих від 17 червня 1950 року 5 господарств колгоспу ім. 8 Марта села Зульня були занесені у список «бандпособницьких» і підлягали виселенню за межі УРСР.
У післявоєний час до Зульні приєднано хутір Острів. Саму Зульню включено до складу села Осова до 1965 року. В адміністративно-територіальному устрої Дубровицького району станом на 1972 рік населений пункт з такою назвою відсутній.

## Населення
Наприкінці XIX століття в селі налічувалося 24 доми та 164 мешканці. Станом на 1906 рік у селі було 33 двори та мешкало 220 осіб.
Станом на 10 вересня 1921 року в селі налічувалося 52 будинки та 269 мешканців, з них:
- 145 чоловіків та 124 жінки;
- 258 православних та 11 юдеїв;
- 261 українець та 8 поляків.

## Релігія
У XIX столітті село належало до православної парафії церкви Різдва Пресвятої Богородиці містечка Бережниця Бережницької волості. У 1938 році католицька громада села належала до парафії Бережниці.

## Особистості

### Народилися
- Рудник Антон («Матня»; 1916 — 18 лютого 1945) — господарчий УПА, вбитий більшовиками в Зульні[25].

#### Книги
- Літопис УПА / НАН. України. Інститут української археографії та джерелознавства ім. М.C.Грушевського. — Київ-Торонто : Видавництво "Літопис УПА” та ін, 2006. — Т. 8: Волинь, Полісся, Поділля: УПА та запілля 1944-1946. — 1448 с. — (Нова серія) — ISBN 966-96340-5-9.

#### Мапи
- Історичний Атлас України / Гол. ред. Л. Винар; Упорядн.: І. Тесля, Е. Тютько. Українське історичне товариство. — Монреаль; Нью-Йорк; Мюнхен, 1980. — 182 с.